# Laudakia dayana
Laudakia dayana är en ödleart som beskrevs av  Ferdinand Stoliczka 1871. Laudakia dayana ingår i släktet Laudakia och familjen agamer. Inga underarter finns listade i Catalogue of Life.